# Phalaris minor
Phalaris minor é uma espécie de planta com flor pertencente à família Poaceae. 
A autoridade científica da espécie é Retz., tendo sido publicada em Observationes Botanicae 3: 8. 1783.
Os seu nomes comuns são erva-cabecinha ou talaceiro.

## Portugal
Trata-se de uma espécie presente no território português, nomeadamente em Portugal Continental, no Arquipélago dos Açores e no Arquipélago da Madeira.
Em termos de naturalidade é nativa de Portugal Continental e do Arquipélago da Madeira e introduzida no Arquipélago dos Açores.

## Protecção
Não se encontra protegida por legislação portuguesa ou da Comunidade Europeia.